# Серафімов Максим Володимирович
Максим Володимирович Серафімов (рос. Максим Владимирович Серафимов; 8 січня 1995, Уфа — 27 лютого 2022, Україна) — російський офіцер, старший лейтенант ЗС РФ. Герой Російської Федерації. Учасник вторгнення Росії в Україну.

## Біографія
В 2013 році закінчив уфимський центр освіти №40 з поглибленим вивченням окремих предметів. Займався греко-римською боротьбою, був кандидатом в майстри спорту і переможцем першості Башкортостану.
В 2013/18 роках навчався в Рязанському вищому командному училищі, після закінчення якого служив в 2-й окремій бригаді спеціального призначення. З 24 лютого 2022 року брав участь у вторгненні в Україну, командир групи своєї бригади. Бився на Харківському напрямку, захоплював школу №134 на вулиці Шевченка. Загинув у бою. Похований в Уфі 10 червня 2022 року.

## Нагороди
- Звання «Герой Російської Федерації» (12 липня 2022, посмертно) — медаль «Золота зірка» була передана рідним Серафімова 1 серпня 2022 року.
- Орден генерала Шаймуратова (2022, посмертно)
- Численні медалі

## Вшанування пам'яті
На честь Серафімова назвали військово-патріотичний парк «Патріот» і освітній центр №40 в Уфі. 1 вересня 2022 року на будівлі освітнього центру №40 була встановлена пам'ятна дошка.